# Crambelea illudens
Crambelea illudens es un coleóptero de la familia Chrysomelidae. Fue descrita en 1854 por Boheman.